# فنسنت كورتويس
فنسنت كورتويس (بالفرنسية: Vincent Courtois)‏ هو عازف تشيلو فرنسي، ولد في 21 مارس 1968 في باريس في فرنسا.

## وصلات خارجية
- الموقع الرسمي
- فنسنت كورتويس على موقع IMDb (الإنجليزية)
- فنسنت كورتويس على موقع ألو سيني (الفرنسية)
- فنسنت كورتويس على موقع ميوزك برينز (الإنجليزية)
- فنسنت كورتويس على موقع أول ميوزيك (الإنجليزية)
- فنسنت كورتويس على موقع ديسكوغز (الإنجليزية)
- فنسنت كورتويس على موقع قاعدة بيانات الفيلم (الإنجليزية)